# 新年的鐘聲
《新年的鐘聲》（New Year's Bell）是中國偶像組合SNH48的第十張EP，作為新年贺岁主题EP於2015年12月28日在SNH48線上商城開始預售。

## 簡介
本張EP共收錄六首歌曲，以《新年的鐘聲》作為唱片的標題曲。這是AKB48海外姊妹團體首次以AKB48的單曲的C/W曲作為唱片的標題曲。
EP分為標準版和捐贈版。標準版內含一張CD與一張DVD，其中包括《給你》的MV，以及一張生寫、一張握手券和一本歌詞本。捐贈版則內含一張生寫及一張握手券。

## 收錄曲目
| CD       | CD                                           | CD               | CD                 | CD       | CD                                    | CD    |
| 曲序     | 曲目                                         | 作曲             | 编曲               | 演唱者   | 备注                                  | 时长  |
| -------- | -------------------------------------------- | ---------------- | ------------------ | -------- | ------------------------------------- | ----- |
| 1.       | 新年的钟声（原曲：《最特別的耶誕節》（とっておきクリスマス））   | 渡边和纪         | 渡边和纪           | 選拔組   | 作词：甘世佳 原词：秋元康 原唱：AKB48 | 5:11  |
| 2.       | 绿光（原曲：《Green Flash》）                | Carlos K.        | 佐佐木裕           | Team SII | 原词：秋元康 原唱：AKB48              | 4:29  |
| 3.       | 面包和奶油（原曲：《杏仁羊角麵包計劃》（アーモンドクロワッサン計画）） | YOSHIHIRO KUSANO | 清水哲平           | Team NII | 原词：秋元康 原唱：NMB48              | 5:23  |
| 4.       | DU-DU BABY（原曲：《JYURI-JYURI BABY》）     | Zenith           | 若田部城           | Team HII | 原词：秋元康 原唱：SKE48              | 3:15  |
| 5.       | 奔跑的少女（原曲：《奔跑吧！企鵝》（走れ!ペンギン））     | 织田哲郎         | YUICHI MASA NONAKA | Team X   | 原词：秋元康 原唱：AKB48              | 4:00  |
| 6.       | 给你（《SNH48 少女的巴别塔》主题曲）         | 易嘉爱           | 诸振豪             | 易嘉爱   | 作词：易嘉爱 监制待查                 | 4:33  |
| 总时长： | 总时长：                                     | 总时长：         | 总时长：           | 总时长： | 总时长：                              | 26:51 |

| DVD  | DVD  | DVD  |
| 曲序 | 曲目 | 时长 |
| ---- | ---- | ---- |
| 1.   | 给你 | 3:35 |

特典
- 生寫真1張
- 握手券1張
- 歌詞本1本

## 選拔成員

### 新年的鐘聲
（Center：李宇琪、張語格）
- Team SII：戴萌、李宇琪、莫寒、邱欣怡、張語格
- Team NII：黃婷婷、鞠婧禕、李藝彤、萬麗娜、易嘉愛
- Team HII：郝婉晴、劉炅然、劉佩鑫
- Team X：邵雪聰、宋昕冉、張丹三

李宇琪首次擔任選拔Center。郝婉晴、劉佩鑫、邵雪聰、宋昕冉、張丹三首次參與選拔。A面曲首次使用雙Center制度。

### 綠光
（Center：李宇琪、張語格）
- Team SII：陳觀慧、陳思、戴萌、蔣芸、孔肖吟、李宇琪、莫寒、錢蓓婷、孫芮、吳哲晗（兼任Team X）、徐晨辰、許佳琪、徐子轩、袁雨楨、张语格

與AKB48相同，副歌中有饒舌段。在AKB48版本中，第一段饒舌段由高橋南與山本彩負責，而SNH48版本中，第一段饒舌段由莫寒負責。

### 麵包和奶油
（Center：萬麗娜）
- Team NII：董艷芸、馮薪朵、龔詩淇、黃婷婷、何曉玉、鞠婧禕、羅蘭、林思意、陆婷、李藝彤、孟玥、唐安琪、萬麗娜、易嘉愛、趙粵、曾艷芬

### DU-DU BABY
（Center：陳怡馨）
- Team HII：陳怡馨、郝婉晴、李豆豆、劉炅然、林楠、劉佩鑫、李清揚、王柏碩、王璐、吳燕文、徐晗、謝妮、徐伊人、许杨玉琢、楊惠婷、张昕

### 奔跑的少女
（Center：邵雪聰）
- Team X：陳琳、馮曉菲、李晶、李釗、邵雪聰、宋昕冉、孫歆文、汪佳翎、汪束、王曉佳、謝天依、楊冰怡、閆明筠、楊韞玉、張丹三、張韻雯

### 給你
- Team NII：易嘉愛

首次收錄原創歌曲。

## 軼事
- 孟玥、李豆豆參與的最後一張EP。

## 外部連結
- SNH48官網的專頁 （页面存档备份，存于）